# Сікора Микола Вікентійович
Мико́ла Віке́нтійович Сіко́ра (6 грудня 1862, Плоскирів — березень 1921) — Хмельницький міський голова (1917–1921) За спогадами І. Розгона, у 1919 році головою Проскурова був С. Кисельов.

## Біографія
Микола Вікентійович Сікора народився 6 грудня 1862 року в місті Плоскирів в родині міського чиновника, поляка за походженням Вікентія Сікори. Вищу освіту здобув в Київському університеті. Після закінчення університету почав працювати у державних установах рідного міста.
У 1904 році обраний гласним міської думи. Після цього отримав посаду члена міської управи. Спочатку з міським головою Генріхом Дубецьким, а пізніше на чолі з Павлом Дорошкевичем протягом 1905—1909 років міська дума збільшила асигнування на міське будівництво та розробила комплексний підхід до розв'язання проблем благоустрою міста. Микола Сікора активно займався впровадженням заходів щодо будівництва та ремонту з дотриманням будівельних та санітарних норм. На прохання смотрителя міського училища О.Тищенка у 1903 році збудовано нову будівлю для міського училища (нині — обласний центр науково-технічної творчості молоді). Відкрив нове приміщення голова міської думи П. Дорошкевич та члени міської управи М. Сікора і Я. Чекирда в присутності директора училища Н. Кузнєцова.
При полковнику Павлу Дорошкевичу як гласний думи і управи проводив заходи щодо підвищення загальноосвітнього рівня населення міста, сприяв збільшенню асигнувань на освітню галузь. Під час виборів 1916 року М. В. Сікору вчетверте обрали до складу міської думи та управи.
Після жовтневого перевороту, проголошення УНР 25 жовтня (7 листопада) 1917 року, вся влада опинилась в руках Української Центральної Ради. Всіх губернських і повітових комісарів було підпорядковано Генеральному Секретаріату Центральної Ради, виконувачем обов'язків повітового комісара став Сергій Кисельов. 28-30 жовтня (10-12 листопада) відбулись перевибори міської думи. Під впливом Бунду, єврейської соцпартії і солдатів дислокованого у місті гарнізону міським головою обрано М. Сікору.
У період з 1918 по 1920 роки, щоб стабілізувати фінансову ситуацію у місті, були випущені власні гроші — бони. Назва на бухгалтерських документах значилась як бон чи дрібний грошовий знак. Бони підписував М. Сікора.
Трагічним випадком в житті міського голови став єврейський погром 15 лютого 1919 року. М. Сікора намагався використати всі можливості для припинення вбивства мирних громадян Проскурова. З його ініціативи було скликано екстрене засідання думи. Сікора особисто телеграфував декілька разів уряду, Директорії, відвідав зачинщика погрому отамана Семесенка з проханням «милості до євреїв». Також міський голова, ризикуючи власним життям, особисто допомагав євреям переховуватись від гайдамаків. Ці події підірвали здоров'я Миколи Вікентійовича, але до останнього він намагався бути корисним своїм співгромадянам, допомагав потребуючим і продовжував працювати.
Микола Вікентійович Сікора помер у березні 1921 року та був похований на міському кладовищі.

## Родина
Микола Сікора був одружений двічі. Перший шлюб з грекинею Домінікою, у якому 1890 року народилася донька Анатолія. 1894 року померла перша дружина Сікори і згодом він одружився вдруге. Його обранницею стала полячка Ірена. В цьому шлюбі народилося ще двоє дітей — син Мечислав та донька Ірена. Після смерті М. Сікори у березні 1921 року, дружина разом з дітьми виїхала до себе на батьківщину до Польщі. В середині 1910-х років донька від першого Анатолія Сікора працювала секретарем у відділі Земської Управи. Померла 1969 року.
Потомки М. В. Сікори проживають в Хмельницькому та в Польщі.

## Громадська діяльність
Незважаючи на незначні власні прибутки, все своє життя займався благодійністю. Всі кошти від власних купалень, розташованих на березі Південного Бугу з боку парку, йшли на утримування безкоштовної їдальні для незаможних верств населення. З ініціативи Миколи Вікентійовича, члена міської управи, багато мешканців міста, котрі не мали права голосу, отримали матеріальну допомогу від міської думи. Для зручності спілкування з мешканцями міста в орендованій квартирі на розі вулиць Дворянської і Глухої (нині — Володимирської і Пилипчука) відкрив громадську приймальню. Входив до складу спеціальної комісії із благоустрою міста.

## Пам'ять
Вулиця Миколи Сікори у місті Хмельницький.